# Gorges du Gardon biosfærereservat
Gorges du Gardon danner en kløft udskåret af floden Gardon, der er  en biflod til Rhône med udspring i Cevennerne. Den ligger  i hjertet af departmentet  Gard i Occitanie- regionen i Frankrig.
Det lokale naturreservat Gorges du Gardon (RNR157) blev klassificeret som et naturreservat i 2007 og har et areal på 491 hektar.
Den 9. juni 2015 blev et areal på 455 km2 ved Gorges du Gardon udpeget som et biosfærereservat af UNESCO, leveret af Joint Association coordonnée af Gorges du Gardon.